# タイワンスギ
タイワンスギ（台湾杉、学名: Taiwania cryptomerioides）は、裸子植物マツ綱のヒノキ科タイワンスギ属に分類される常緑針葉樹の1種である（図1）。タイワンスギは、タイワンスギ属の唯一の現生種とされることが多い。大きなものは、高さ80メートルに達する。葉はスギに似てトゲ状であり、らせん状につく。台湾、中国南西部、ミャンマー北部、ベトナム北部に分布する。材はさまざまな用途に用いられる。
属名の Taiwania は台湾を意味しており、種小名の cryptomerioides は、Cryptomeria（スギ属）に似ていることを意味する。タイワンスギ属は、現生ヒノキ科の中ではコウヨウザン属に次いで2番目に他と別れたと考えられており、タイワンスギ亜科に分類される。

## 特徴
常緑性の高木であり（図1, 2a）、大きなものは樹高80メートル (m)、幹の直径 3.5 m になる。樹皮は灰褐色、スギに似て縦に長く剥がれる（図2b）。樹冠は円錐形または丸みを帯びる（図1, 2a）。主枝は横に伸び、小枝は垂下する（図1, 2a）。成木の葉は螺生し、針状、10–25 × 1.2–2 ミリメートル (mm)、先端はとがり、スギよりも剛直、横断面はひし形から三角形、気孔は向軸側に8-13列、背軸側に2面で各6-9列（下図2c, 3左下）。若木や新枝の葉はやや扁平で鱗片状、1.5-9 × 0.8-2.5 mm、各面に3–6列の気孔がある（下図3中央）。葉は1本の維管束と樹脂道をもつ（下図3右）。
雌雄同株、"花期"は4–5月。ただし自生では種子をつけるまで100年もかかるとされ、植栽したものでも45年かかり、球果はなかなか見られない。成木では上部は栄養枝のみであり、その下に雌球花（"雌花"）、雄球花（"雄花"）が順につく。雄球花は2–4個の花粉嚢をつけた小胞子葉が10–36個らせん状に配列しており、これが枝先に2–7個束生している。球果は枝先に単生し、短円筒形から楕円形、10-22 × 6-11 mm（図3）。種鱗は退化し、苞鱗は15-39個、広倒三角形、6-7 × 7-8 mm、2個の直生胚珠をつけ、縁に細歯牙がある。種子は発生過程で次第に下向き（倒生）になり、10–11月に熟し、狭楕円形から狭楕円倒卵形、4–7 × 2.5–4.5 mm、両縁に翼がある。子葉は2枚。染色体数は 2n = 22, 33。

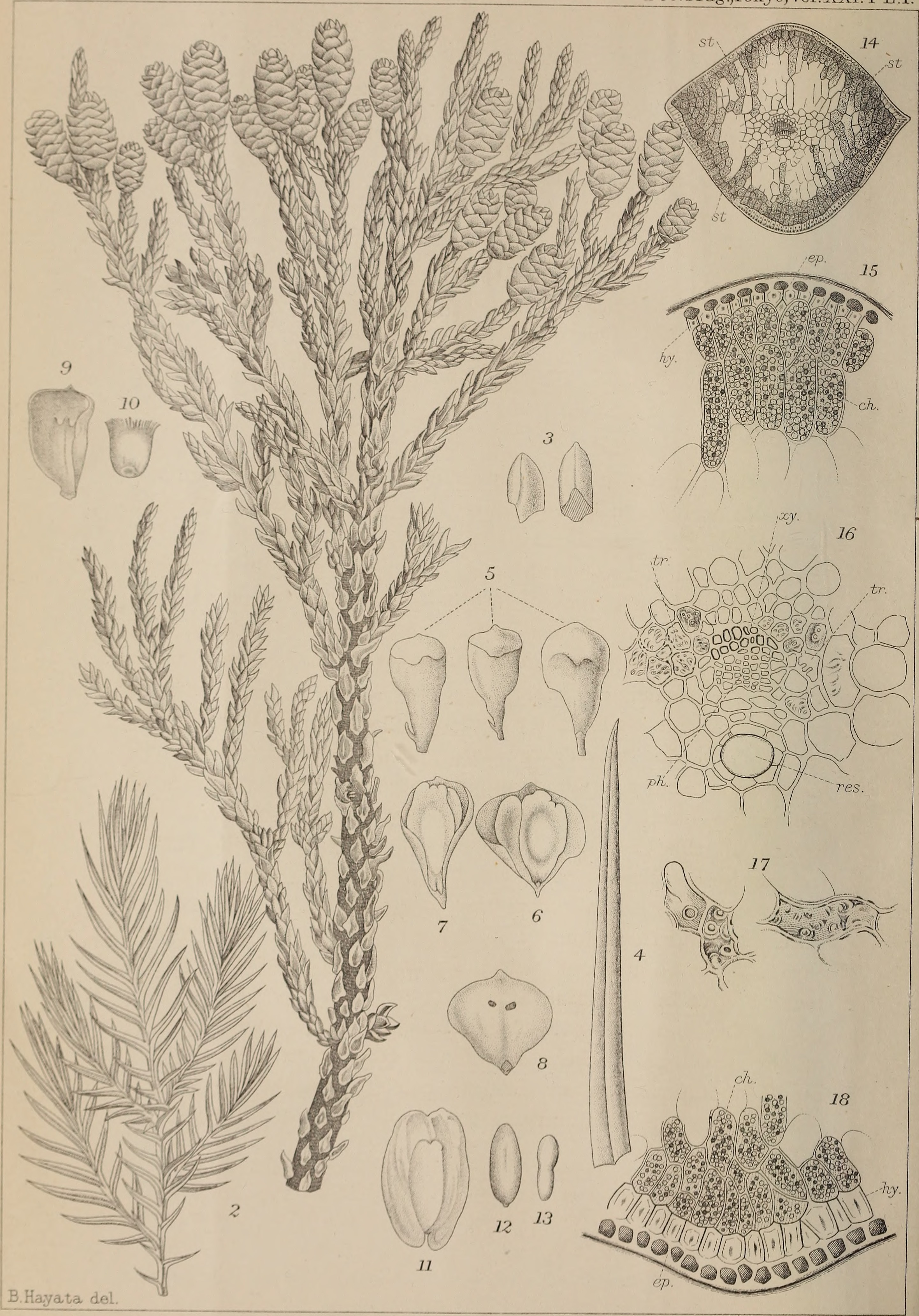
3. 球果をつけた枝の図（右列は葉の横断面）

タイワンスギの材の精油としてはα-カジノールが多く、他にT-カジノール、T-ムウロロール、フェルギノールなどを含む。葉の精油としては、α-ピネン、リモネン、カリオフィレンオキシドなどを含む。

## 分布・生態
台湾、中国南部（湖北省、貴州省、四川省、雲南省、チベット自治区）からミャンマー北部、ベトナム北部に分布する（図4a）。ただし中国において、雲南省からチベット自治区の一部以外のものは自生ではないとされる。ベトナムの個体群は2001年に発見され、100本ほどしか知られていない。ミャンマーの個体群についてはほとんど情報がない。
標高 1,750–2,900 m、夏から秋に降雨量が多く冬は乾燥した地域の、酸性土壌の針葉樹林、広葉樹林または混交樹林に生育する。ベニヒ、タイワンヒノキ、ランダイスギ、ヒマラヤゴヨウ、ヒマラヤツガなどと混生するか、または純林を形成する。樹齢は1,600年以上であり、おそらく2,000年以上になると考えられている。国際自然保護連合 (IUCN) のレッドリストでは、危急種（VU）に指定されている。

## 人間との関わり

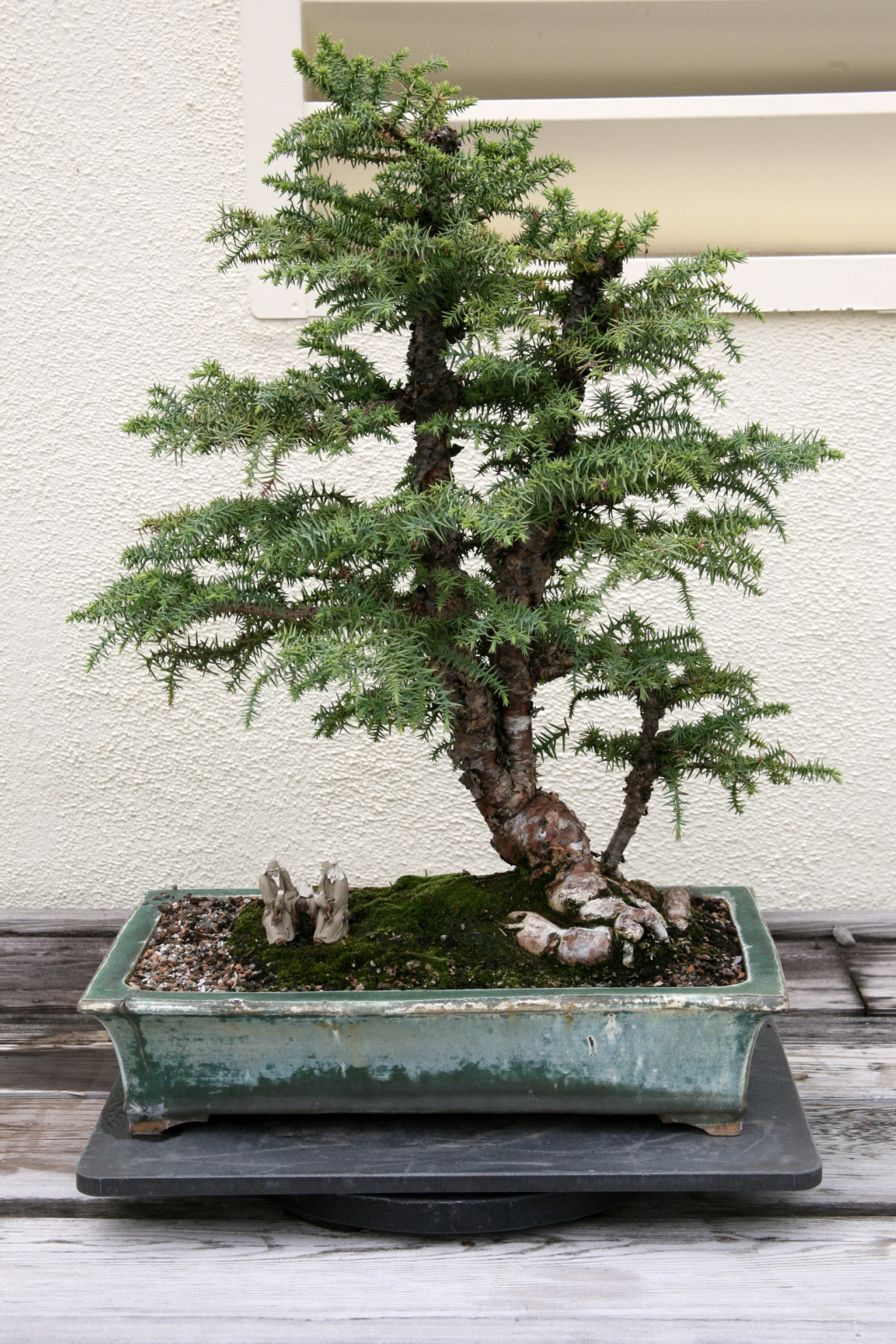
5. タイワンスギの盆栽

材は耐朽性が高く、材質が堅固で強度があるが加工が容易で建築、家具、棺、橋、船、製紙などに用いられる。辺材は白色から淡黄色、心材は黄白色から黄褐色。中国（貴州省、湖南省）や台湾では木材用に植林されているが、成長は遅い。
おそらく500年前にはより広く分布していたが、伐採により少なくとも30–50%が失われたと考えられている。中国での伐採は、2001年に禁止された。
日本、ヨーロッパ、北米、ニュージーランドなどでは、観賞用に利用されることがある（図5）。

## 分類
タイワンスギは台湾の玉山で発見されたが、中国南西部からも見つかり、この個体群はウンナンスギ（Taiwania flousiana または Taiwania yunnanensis）として分けられることもある。しかし台湾の個体群との間に明瞭な形態的差異は認められないとされ、ふつう同種として扱われる。この場合、タイワンスギ属は1種のみを含むことになる。ただし台湾と中国本土の個体群の間には大きな遺伝的差異が存在し（一般的に針葉樹においては別種とされるレベルの差異）、推定分岐年代は325万年前とされる。
タイワンスギ属は、ふつうスギ科に分類されていた。しかし21世紀になるとスギ科はヒノキ科に含められるようになり、タイワンスギ属はヒノキ科に分類されるようになった。現生のヒノキ科の中では、タイワンスギ属はコウヨウザン属に次いで他と別れたと考えられており、タイワンスギ亜科（Taiwanioideae）として他とは分けられている。
タイワンスギ亜科に属すると考えられる化石は、白亜紀から見つかっている（下表1）。またタイワンスギ属の化石記録はアラスカ、アクセルハイバーグ島、スピッツベルゲン島、ドイツ、イタリア、中央ヨーロッパ、アゼルバイジャン、シベリア、サハリン、中国、日本など北半球の広くから報告されており、最古のものは前期白亜紀にさかのぼる。日本にもタイワンスギは分布していたが、鮮新世後期（約300万年前）に化石記録は途絶えた。
| 表1. タイワンスギ亜科の分類の1例（†は化石分類群） - ヒノキ科 Cupressaceae Gray (1822), nom. cons. - タイワンスギ亜科 Taiwanioideae L.Chu Li - †Stutzeliastrobus Herrera, Shi, Knopf, Leslie, Ichinnorov, Takahashi, Crane & Herendeen (2017) 前期白亜紀（モンゴル） - †Comoxostrobus Stockey, Rothwell & Atkinson (2020) 後期白亜紀（カナダ） - †Mikasastrobus K.Saiki & T.Kimura (1993) 後期白亜紀（日本） - †Parataiwania M.Nishida, T.Ohsawa & H.Nishida (1992) 後期白亜紀（日本） - †Mukawastrobus Stockey, Nishida & Rothwell (2020) 後期白亜紀（日本） - タイワンスギ属 Taiwania Hayata (1906) - †Taiwania lingyuanensis B.X.Du & B.N.Sun (2014) 前期白亜紀（中国） - †Taiwania cretacea Samylina (1988) 後期白亜紀（ロシア） - †Taiwania microphylla Sveshnikova & Budantsev (1969) 後期白亜紀（ノヴォシビルスク諸島） - †Taiwania mesocryptomeroides Matsuo (1970) 後期白亜紀（日本） - †Taiwania schaeferi Schloemer-Jäger (1958) 暁新世から中新世（スバールバル諸島、ドイツ） - †Taiwania rarytkiniana Akhmetiev & Samsonenko (1997) 始新世（ロシア） - †Taiwania fushunensis (Y.Yendo) Koidz. (1942) 始新世（中国） - †Taiwania eocenica Matsuo (1967) 始新世（日本） - †Taiwania japonica Tanai & Onoe (1961) 始新世から鮮新世（日本、ルーマニア） - †Taiwania azerbaidjanica Kasumova (1966) 漸新世（アゼルバイジャン） - †Taiwania palaeoflousiana Rayushkina (1967) 漸新世から中新世（カザフスタン、ブルガリア） - †Taiwania karsheninnikovii (Jarmolenko) Khudaiberdiev 漸新世（ロシア） - †Taiwania admiranda Pimenov (1990) 中新世（サハリン） - †Taiwania paracryptomeroides Kilpper (1968) 中新世（ドイツ） - Taiwania cryptomerioides Hayata (1906) 鮮新世から現世（中国南西部、ベトナム北部、台湾、†日本） |